# Iranoleon nitidus
Iranoleon nitidus är en insektsart som beskrevs av Hölzel 1972. Iranoleon nitidus ingår i släktet Iranoleon och familjen myrlejonsländor. Inga underarter finns listade i Catalogue of Life.